# Акула бронзова
Акула бронзова (Carcharhinus brachyurus) — акула з роду сіра акула родини сірі акули. Інша назва «вузькозуба акула».

## Опис
Загальна довжина сягає 3,25 м при вазі 305 кг. Голова довга з загостреною мордою і маленькими ніздряними отворами. Має вузькі вигнуті, гачкоподібні зуби. Завдяки формі зубів свою другу назву. На верхній щелепі 29-35 рядків, на нижній — 29-33. У самців верхні зуби довші, більш вузькі, ніж у самиць. Має 5 довгих зябрових щілин. Тулуб обтічний, веретеноподібний, стрункий. Грудні плавці довгі, серпоподібні і загостреними кінцями. Має 2 спинні плавці та 1 анальний. Перший спинний плавець великий, з загостреним кінцем і увігнутою задньою кромкою. Другий спинний плавець короткий і розташовується навпроти анального плавника. Хвостовий плавець асиметричний.
Забарвлення спини від оливково-сірого до золотаво-бронзового кольору, мідного відтінку, на черевно — від світло-сіра до білого. Спинний і хвостовий плавці однотонного з тілом кольору, на грудних і анальних плавцях є темні плями, іноді майже чорні. За таке забарвлення ця акула отримала свою назву.

## Спосіб життя
Воліє триматися в прибережних водах островів і атолів, в пониззях великих річок та лиманах, на коралових рифах і в затоках. Рідко опускається в глибини понад 300 м. Особини, що мешкають в північних районах свого ареалу, іноді здійснюють сезонні міграції — навесні і влітку в більш холодні північні води, взимку і восени — на південь, до тепла, загалом більш ніж на 1300 км. Зустрічається групами до 100 особин, або парами чи поодинці.
Живиться рибами (хек, ставрида, сом, корюшка, тунець, сардина, анчоус, морський лящ, мойва, лосось, камбала), головоногими молюсками (кальмари, каракатиці, восьминоги) і ракоподібними (креветки та раки), може поїдати більш дрібних акул, скатів, медуз. Полює зазвичай групою.
Статевої зрілості самець досягає у віці 13-19 років, самиця — 19-20. Це яйцеживородна акула. Репродуктивні властивості слабкі, потомство повільно зростає, що є однією з причин зменшення популяції цієї акули. Вагітність триває 12-15 місяців. Самиця народжує 7-24 акуленят завдовжки 55-67 см. Народжуються дитинчата на мілині.
Є об'єктом рибальського промислу в ареалі проживання. Цінуються м'ясо, плавці, печінка, шкіра. Становить інтерес як об'єкт спортивного рибальства.
Тривалість життя — 25-30 років. Ця акула є потенційно небезпечною для людини.

## Розповсюдження
Мешкає в теплих морях тропіків і субтропіків. В Атлантичному океані — від Мексики до Бразилії та Аргентини на заході і від берегів півдня Франції до південної Африки на сході. Зустрічається в Середземному морі. У Тихому океані — від півдня Японії до півночі Нової Зеландії, а також від південної Каліфорнії до Перу. В Індійському океані ареал обмежений південними берегами Австралії та Нової Зеландією. Вкрай рідко опиняється в Червоному морі.